# Museumstraße (Bozen)

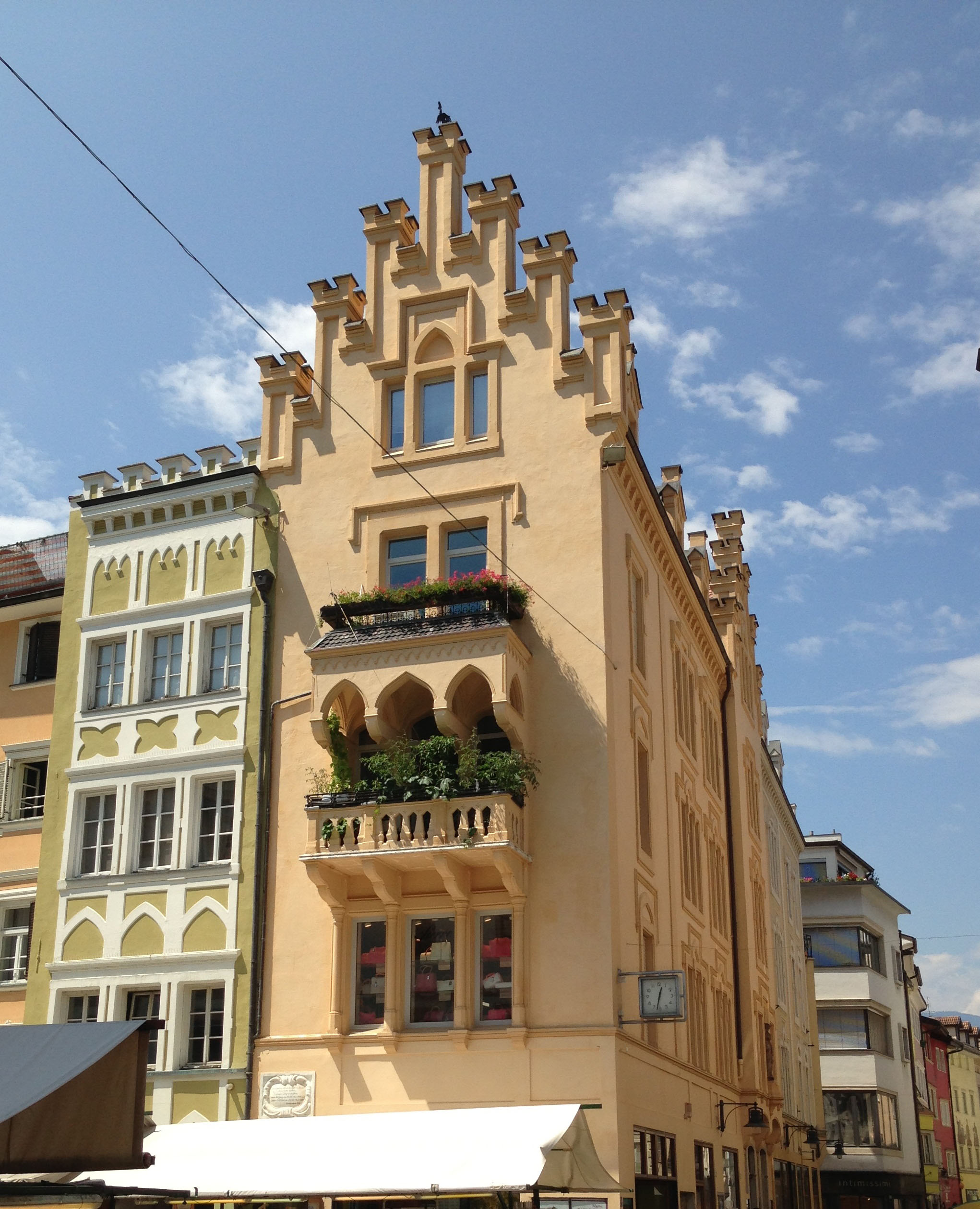
Museumstraße 1–3 in Bozen: das ehemalige Gasthaus „zur Sonne“

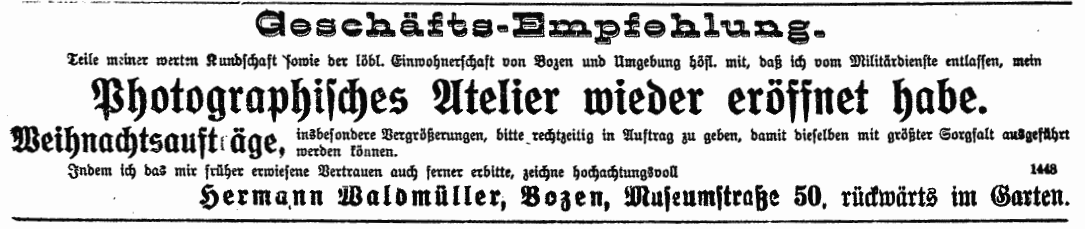
Annonce für die Wiedereröffnung des Photoateliers Waldmüller in der Museumstraße, Der Tiroler vom 3. November 1918

Die Museumstraße (italienisch Via Museo) ist eine Straße im altstädtischen Bereich der Südtiroler Landeshauptstadt Bozen. Sie ist nach dem Stadtmuseum Bozen benannt.
Die Museumstraße ist seit dem 13. Jahrhundert bezeugt und führte ursprünglich den Namen Fleischgasse. Hier standen die Fleischbänke der Bozener Metzger, die die Fleischversorgung des alten Bozens gewährleisteten und dem Straßenzug seinen Namen gaben. In der Landgerichtsordnung von Gries-Bozen aus dem Jahr 1487 erscheinen mit Michel Pinter und Linhart Mayr eigene Viertelhauptleute in der Fleischgassen, die zugleich als landesfürstliche Steuereinnehmer fungieren.
1901 wurde die Straße nach dem allerdings erst 1905 eröffneten, aber bereits im Bau befindlichen Stadtmuseum benannt.
Der in Ost-West-Richtung verlaufende Straßenzug nimmt seinen Ausgang am Westende des Obstplatzes und quert mittig die Sparkassenstraße, um nach leichter Steigung die Talferbrücke zu erreichen, über die bereits seit dem 14. Jahrhundert die alte Verbindung nach der Gemarkung von Gries-Quirein gegeben war. Von der Museumstraße zweigen, nahe dem Obstmarkt, in nördlicher Richtung die Rauschertorgasse und in südlicher Richtung die Erbsengasse ab.
Das bekannteste Gebäude der Museumstraße ist das Südtiroler Archäologiemuseum, das am ehemaligen Sitz der Österreichischen (k.k.) Nationalbank (vor dem Ersten Weltkrieg) bzw. von deren Nachfolger, der italienischen Nationalbank Banca d’Italia, untergebracht ist.
In der Villa Edelweiß, einem nördlichen Hinterhaus der Museumstraße (Nr. 60), befand sich das Tageslichtatelier der Photographendynastie Waldmüller. Seit den späten 1980er Jahren ist mit der Galerie Museum (AR/GE Kunst) eine auf zeitgenössische Kunst spezialisierte Kunstgalerie in der Museumstraße vertreten.
An der Nordostecke zum Obstmarkt befindet sich das Torgglhaus, direkt gegenüber das ehemalige Gasthaus Zur Sonne.
Die Museumstraße gehört zu Bozens Fußgängerzone.